# Cléville (Seine-Maritime)
Cléville ist eine französische Gemeinde mit 139 Einwohnern (Stand: 1. Januar 2022) im Département Seine-Maritime in der Region Normandie (vor 2016 Haute-Normandie). Sie Teil des Kantons Saint-Valery-en-Caux (bis 2015 Fauville-en-Caux). Die Einwohner werden Clévillais genannt.

## Geographie
Cléville liegt etwa 41 Kilometer ostnordöstlich von Le Havre im Pays de Caux. Umgeben wird Cléville von den Nachbargemeinden Terres-de-Caux im Norden, Écretteville-lès-Baons im Osten, Alvimare im Süden sowie Foucart im Westen.
Durch die Gemeinde führt die Autoroute A29.

## Bevölkerung
| Bevölkerungsentwicklung   | Bevölkerungsentwicklung | Bevölkerungsentwicklung | Bevölkerungsentwicklung | Bevölkerungsentwicklung | Bevölkerungsentwicklung | Bevölkerungsentwicklung | Bevölkerungsentwicklung | Bevölkerungsentwicklung |
| ------------------------- | ----------------------- | ----------------------- | ----------------------- | ----------------------- | ----------------------- | ----------------------- | ----------------------- | ----------------------- |
| Jahr                      | 1962                    | 1968                    | 1975                    | 1982                    | 1990                    | 1999                    | 2006                    | 2013                    |
| Einwohner                 | 171                     | 141                     | 152                     | 156                     | 164                     | 169                     | 162                     | 161                     |
| Quelle: Cassini und INSEE |                         |                         |                         |                         |                         |                         |                         |                         |

## Sehenswürdigkeiten
- Kirche Saint-Benoît aus dem 18. Jahrhundert
- Reste des früheren Priorats
- Herrenhaus aus dem 16. Jahrhundert